# 二苯基(2,4,6-三甲基苯甲酰基)膦
二苯基(2,4,6-三甲基苯甲酰基)膦是一种有机化合物，化学式为C22H21PO。它可由二苯基氯化膦和2,4,6-三甲基苯甲酰氯在四丁基氟硼酸铵的存在下于DMF中通电反应得到。它可以被过氧化氢氧化为二苯基(2,4,6-三甲基苯甲酰基)氧化膦。